# 天主教泰奧哈埃教區
天主教泰奧哈埃教區（拉丁語：Dioecesis Taiohaëna seu Humanae Telluris）是大洋洲一個羅馬天主教教區。屬帕皮提總教區。1966年6月21日升為教區。
教區範圍包括法屬玻利尼西亞的馬克薩斯群島，教座位於努庫希瓦島的泰奧哈埃。2010年有教友8,310人、廿六個堂區、五名司鐸。現任教區主教為居伊·安德肋·舍瓦利耶。